# 船尾座V339
船尾座V339，又名CD-37 3065，HD 49336、SAO 197195、HR 2510，是船尾座的一颗恒星，视星等为6.21，位于銀經247.13，銀緯-17.18，其B1900.0坐标为赤經6h 42m 46.3s，赤緯-37° -17.18′ 5″。